# Айвасилски хамам
Айвасиллският хамам (на гръцки: Τουρκικό Λουτρό) е хамам, османска обществена баня, в лъгадинското село Агиос Василиос (Айвасил), Гърция.
Банята е разположена на 250 m северозападно от Айвасилската кула. Сградата е типичен представител на османската хамамна архитектура
В 1985 година хамамът е обявен за паметник на културата.